# Sermyle mexicana
Sermyle mexicana är en insektsart som först beskrevs av Henri Saussure 1859.  Sermyle mexicana ingår i släktet Sermyle och familjen Diapheromeridae. Inga underarter finns listade i Catalogue of Life.